# Untersiebenbrunn
Untersiebenbrunn osztrák község Alsó-Ausztria Gänserndorfi járásában. 2020 januárjában 1759 lakosa volt. 

## Elhelyezkedése

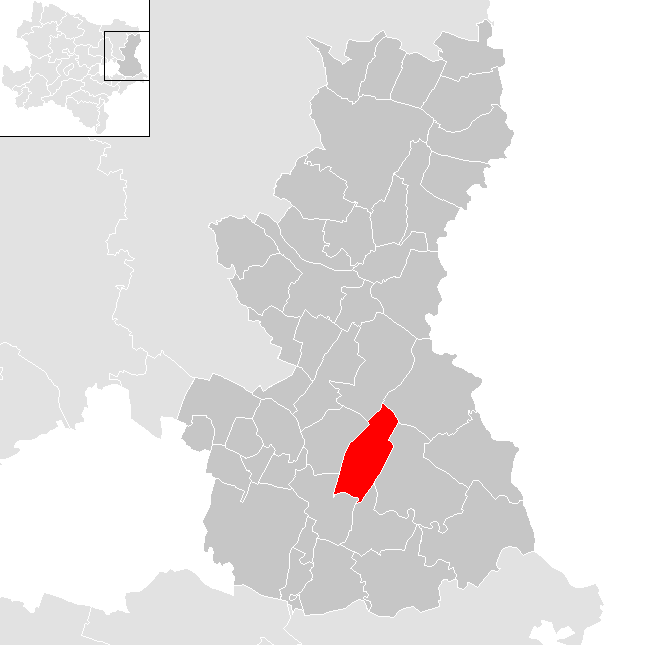
Untersiebenbrunn a Gänserndorfi járásban

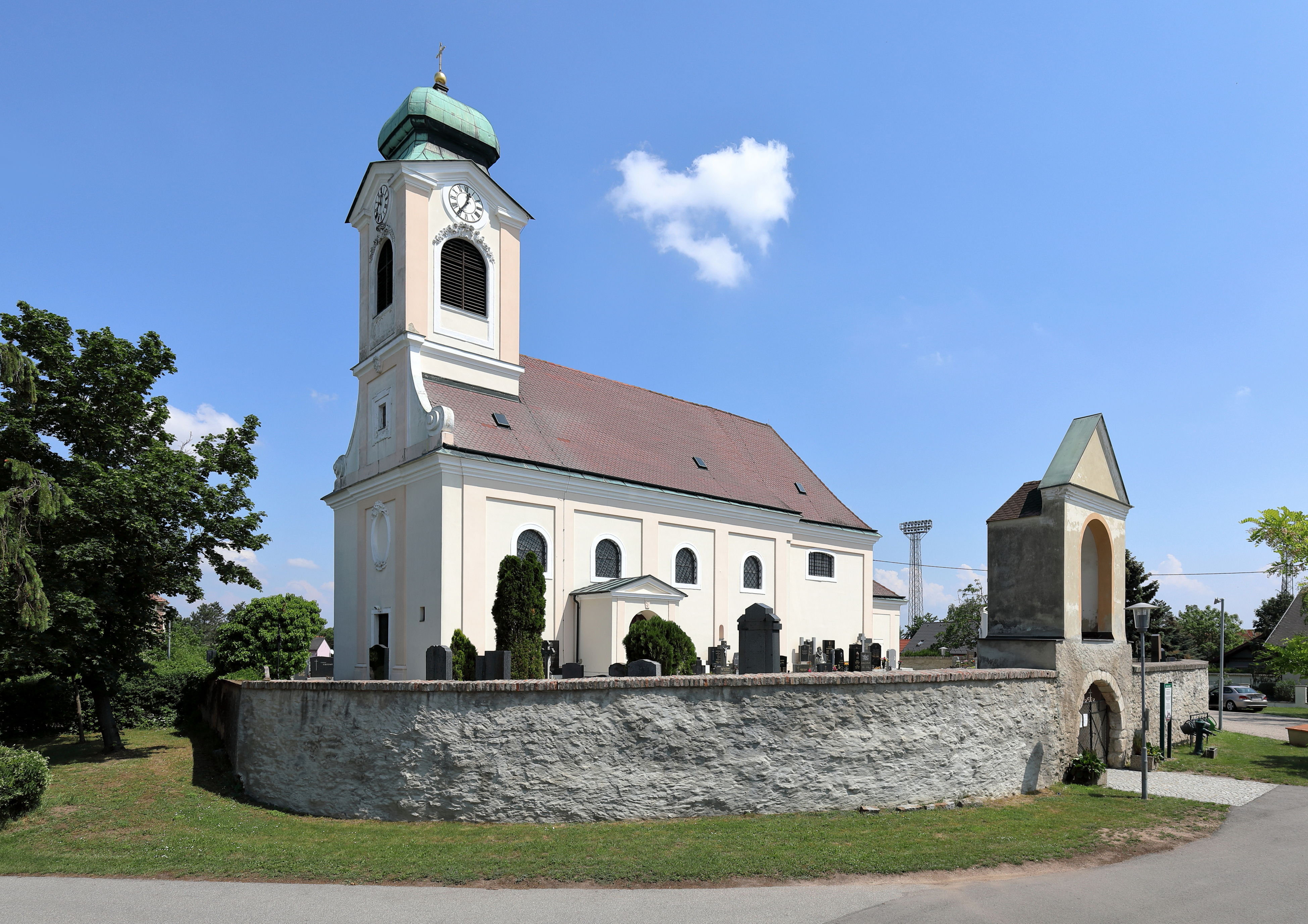
A Szt. Vitus-plébániatemplom

Untersiebenbrunn a tartomány Weinviertel régiójában fekszik a Morva-mező középső részén, a Stempfelbach patak mentén. Területének 8,9%-a erdő, 78,8% áll mezőgazdasági művelés alatt. Az önkormányzathoz két katasztrális község (Untersiebenbrunn és Neuhof) tartozik. 
A környező önkormányzatok: északra Weikendorf, északkeletre Weiden an der March, keletre Lassee, délre Haringsee, délnyugatra Leopoldsdorf im Marchfelde, nyugatra Obersiebenbrunn.  

## Története
1910-ben a község területén tárták fel egy germán vagy alán-szarmata hercegnő sírját. A régészek azóta a vegyes (római, szarmata, germán, alán) tárgymellékletű sírokat (hasonló számos európai országban előkerült) untersiebenbrunni típusúnak nevezik.  
Untersiebenbrunnt 1115-ben említik először. Temploma 1340-ben épült. 1784-ben önálló egyházközséggé vált a melki apátság felügyelete alatt.  
A második világháború végén, 1944 júniusa és 1945 márciusa között nyolc magyar zsidó kényszermunkást (két férfit, három nőt és három gyereket) dolgoztattak a község földjein. 

## Lakosság
Az untersiebenbrunni önkormányzat területén 2020 januárjában 1759 fő élt. A lakosságszám 1981 óta gyarapodó tendenciát mutat. 2018-ban az ittlakók 89%-a volt osztrák állampolgár; a külföldiek közül 0,9% a régi (2004 előtti), 5,6% az új EU-tagállamokból érkezett. 3,6% a volt Jugoszlávia (Szlovénia és Horvátország nélkül) vagy Törökország, 1% egyéb országok polgára volt. 2001-ben a lakosok 83,1%-a római katolikusnak, 6,3% mohamedánnak, 8,1% pedig felekezeten kívülinek vallotta magát. Ugyanekkor a legnagyobb nemzetiségi csoportot a német (90,4%) mellett a törökök alkották 5,2%-kal. 
A népesség változása:

| 2016 | 1 714 |
| 2018 | 1 736 |

## Látnivalók
- a Szt. Vitus-plébániatemplom

## Fordítás
- Ez a szócikk részben vagy egészben  az   Untersiebenbrunn című német Wikipédia-szócikk ezen változatának fordításán alapul.  Az eredeti cikk szerkesztőit annak laptörténete sorolja fel. Ez a jelzés csupán a megfogalmazás eredetét és a szerzői jogokat jelzi, nem szolgál a cikkben szereplő információk forrásmegjelöléseként.